# Three Godfathers
 Three Godfathers és una pel·lícula estatunidenca dirigida per John Ford, estrenada el 1948.
El guió, escrit per Frank S. Nugent i Laurence Stallings, és adaptat d'una novel·la del mateix nom escrita per Peter Kyne. Ford ja havia adaptat aquesta història el 1919 sota el títol de Marked Men. Aquesta precedent adaptació és considerada com a perduda.
La pel·lícula d'animació japonès Tòquio Godfathers és parcialment basat sobre aquesta pel·lícula.

## Argument[1]
Tres bandits ataquen un banc i fugen a través del desert. Enmig del desert, ajuden una dona a donar a llum. Aquesta mor. Decideixen adoptar el nen i es posen en ruta cap a Nova Jerusalem. Només Robert Hightower i el nen arribaran sans i estalvis, el vespre de Nadal a Nova Jerusalem. Robert és condemnat a una pena de presó mínima i confia el nen a la dona del xèrif que l'ha detingut.

## Repartiment
- John Wayne: Robert Marmaduke Sangster Hightower
- Pedro Armendáriz: Pedro "Pete' Rocafuerte
- Harry Carey Jr.: William Kearney ('The Abilene Kid')
- Ward Bond: Buck 'Perley' Sweet
- Mae Marsh: Mrs. Buck 'Perley' Sweet
- Mildred Natwick: la jove mare moribunda
- Jane Darwell: Miss Florie
- Guy Kibbee: el jutge
- Dorothy Ford: Ruby Latham
- Ben Johnson: patrullador 1
- Charles Halton: Oliver Latham
- Hank Worden: el xèrif-adjunt "Curly"
- Jack Pennick: Luke (el xofer)

## Al voltant de la pel·lícula
- Rodatge del 3 de maig al 9 de juny de 1948 al desert de Mojave, la Death Valley i a Lone Titola.
- Recaptacions: 2.700.000 dòlars.
- La pel·lícula és un remake de Marked Men dirigida vint-i-vuit anys abans per Ford amb Harry Carey al qual la pel·lícula és dedicada: «To the memory of Harry Carey, bright Estrella of the early western sky». Harry Carey Jr. El fill de Harry Carey, interpreta d'altra banda un dels tres fugitius.